# Roxette
Roxette es un dúo sueco de pop rock formado originalmente por la cantante Marie Fredriksson (1958-2019) y el cantante y compositor Per Gessle.
El dúo nació con la publicación del sencillo Neverending Love en julio de 1986. Este sencillo fue el primer single promocional de su disco debut Pearls of Passion.
Roxette es considerado uno de los grupos suecos más importantes y de mayor éxito desde los tiempos de ABBA. Han vendido 90 millones de discos y sencillos. Cuatro de sus sencillos llegaron al número 1 en el Billboard de Estados Unidos: The Look, Listen to your heart, It must have been love y Joyride. Fueron la primera banda de habla no inglesa en grabar un unplugged para MTV. Su trayectoria se extiende por tres décadas, tiempo en el cual han ganado diversos premios de la música tales como el World Music Award, premios MTV, los BMI de Inglaterra y varios Grammys suecos.
Posterior al fallecimiento de Marie Fredriksson, la mitad masculina del dúo, Per Gessle, le ha dado continuidad al legado del dúo con la publicación, en 2020, de Bag of Trix, un box set compilatorio de 47 tracks, 28 de los cuales son inéditos, e incluye demos, mezclas alternativas, bonus tracks, grabaciones en vivo y versiones en español. Posterior a ello lanzó el spinn of Pop-Up Dynamo! un álbum de estudio de 2022 con una alineación en estudio de cantantes y músicos que han estado en la formación histórica de la dupla sueca.Actualmente Roxette está de gira con Lena Philipsson como vocalista femenina únicamente para los conciertos en 2025.

## El dúo
En cuestión de voces, la voz de Marie Fredriksson era muy personal y llena de matices, en su última etapa su tesitura en tipo de voz sería de soprano. Como cantante solista, en alguna que otra canción, en fragmentos sus interpretaciones también podría definirse como voz casi contralto; pero en general, en la gran mayoría de sus interpretaciones (como solista y en Roxette) su tipo de voz se puede calificar de mezzosoprano, pasando por mezzosoprano falcon (Soprano Falcon, casi equivalente a mezzosoprano ligera) o mezzosoprano lírica. Una voz bastante potente, con graves completos y agilidad en agudos; capacitada para resolver ornamentos virtuositas; voz bastante completa. Cuenta con grandes interpretaciones, tanto como cantante solista, como con Roxette. La voz de Per Gessle es considerada en la tesitura de tenor, con matices de rock.

## Historia

### Pearls of Passion(1986) yDance Passion(1987)
Marie Fredriksson y Per Gessle ya habían formado previamente bandas que alcanzaron un notable éxito en Suecia, especialmente Per, quien fue líder del grupo Gyllene Tider. Sin embargo, en 1986, los que eran considerados la mejor cantante y el mejor compositor del momento en su país decidieron unir fuerzas para formar Roxette.
Ese mismo año grabaron su primer sencillo, Neverending Love. La canción se convirtió en su primer Top Ten en Suecia, allanando el camino para futuros lanzamientos con similar repercusión. Impulsados por el impacto de Neverending Love, Gessle y Fredriksson se apresuraron a grabar un álbum de larga duración, para ello, Gessle adaptó canciones que había compuesto originalmente para su tercer álbum en solitario. Así, en octubre de 1986, Roxette lanzó Pearls of Passion, consolidando su popularidad en Suecia con sencillos como Goodbye to You, segundo sencillo que alcanzó la novena posición en el ranking sueco, y Soul Deep, tercer sencillo del dúo que alcanzó la tercera posición en el ranking sueco.
Si bien algunas canciones del álbum fueron lanzadas en otros países, no lograron replicar el éxito obtenido en su tierra natal. Posteriormente, publicaron Dance Passion, un LP recopilatorio con remixes de los temas de su álbum debut.

### TourRock Runt Riket(1987)
Más tarde, en 1987, Roxette y Eva Dahlgren emprendieron una gira conjunta de conciertos en directo titulada Rock Runt Riket. Este tour marcó la primera gira oficial de Roxette como una agrupación consolidada. Ese mismo año, en paralelo, Marie Fredriksson lanzó su tercer álbum en solitario, Efter Stormen ("Después de la tormenta"). Mientras tanto, Roxette publicó la canción «I Want You», grabada en colaboración con Eva Dahlgren y el dúo Ratata. Este sencillo fue lanzado como apoyo a la gira Rock Runt Riket y se interpretaba al final de cada concierto con la participación de todos los artistas.

### Look Sharp!(1988) eIt Must Have Been Love(1990)
En 1988 publican Look Sharp!, segundo álbum de estudio del grupo sueco Roxette. El álbum fue lanzado el 21 de octubre de 1988 a través de la discográfica EMI. Con el que realizaron una exitosa gira nacional. El álbum había vendido más de trescientas mil copias en su país (el equivalente a siete discos de platino). Un concierto de esta gira fue publicado por el sello TOEMI LaserVision para Toshiba EMI el 17 de febrero de 1989 en formato laser disc y vhs con el título Sweden Live. El concierto recoge las principales instancias del show que el dúo sueco Roxette ofreciera el 16 de diciembre de 1988 en Himmelstalundshallen, en la localidad de Norrköping, Suecia.
En 1989, las cosas cambiaron rotundamente: el disco se convirtió en un éxito internacional gracias a un joven estadounidense que se encontraba en Suecia por motivo de un intercambio estudiantil. El joven estadounidense recibió como obsequio el disco, el cual -tras su regreso a casa- lo prestó a una emisora norteamericana. El sencillo «The Look», que había rebotado en sus ediciones en Europa, comenzó a ser solicitado por miles de oyentes en Mineápolis. A través de copias enviadas a emisoras asociadas, Roxette conseguía dar su primer paso importante fuera de Suecia. En abril de 1989 la canción se convirtió en el primer 1 de Roxette en Estados Unidos y en la primera canción de un artista escandinavo en lograr esa posición desde que A-ha lo consiguiese con «Take on me» en 1985. «The Look» llegó al 1 en otros treinta países y al 7 del Reino Unido, convirtiéndose en una de las canciones más exitosas de esa década que finalmente vendió 10 millones de copias.
«Dressed For Success», el segundo sencillo, se ubicó cómodamente en los Top Ten europeos, (en el Billboard hizo el Top 15). Una balada, la primera que inauguraría a Roxette en el campo romántico regresa al dúo al primer puesto en el Billboard estadounidense. «Listen To Your Heart» fue el segundo 1 del dúo en Estados Unidos y el segundo Top Ten en el Reino Unido ese año (6).
En 1990 «Dangerous», el cuarto y último sencillo de Look Sharp! para el mercado internacional, llega al 2 en Estados Unidos, donde se mantiene dos semanas. Roxette se había convertido en un éxito de difusión y ventas. Sus marcas conseguidas en los rankings americanos con Look Sharp! superaban a las de cualquier otro álbum escandinavo. En la actualidad, es el álbum con la mejor posición de sencillos de cualquier artista escandinavo en Estados Unidos.
En 1990 consiguieron el tercer #1 en Estados Unidos. Hasta la fecha, «It Must Have Been Love» se ha reproducido más de 5 millones de veces en la radio estadounidense, que fue incluida en la banda sonora de Pretty Woman, largometraje protagonizado por Richard Gere y Julia Roberts. Vendió 9 millones de copias. Llegó al puesto 1 en Japón, Australia y otros veinte países. Es la canción más exitosa de Roxette en el Reino Unido (3 en 1990 y 10 en 1993 cuando reingresó al ranking oficial) y es una de las baladas clásicas más difundidas en la actualidad. En 1990 la canción se mantuvo dos semanas en el 1 de Estados Unidos, dos semanas en el 2, diez semanas más en los Top Ten y otras diecisiete semanas en el Top 40. Ese año, fue nombrada la segunda canción más difundida de 1990 por la revista Billboard.

### Joyride(1991)
En 1991 el dúo publica el álbum Joyride, cuyo tema principal, que lleva el mismo nombre del disco, llegó al primer lugar del Billboard y otra veintena de países. No solo fue el cuarto #1 del dúo en Estados Unidos, sino una demostración de que Roxette no se quedaría en el éxito de su primer álbum. Ese mismo año, «Fading Like a Flower» ocupa el puesto #2 en el Billboard. The Big L logró éxito similar en Europa y Spending My Time, una de las canciones más conocidas de Roxette, mantuvo las ventas del disco a flote, llegando a la lista de los diez primeros en Japón y al #1 de varios países latinoamericanos. Joyride fue la tercera canción más exitosa de 1991 en el mundo. Hasta la fecha, el álbum ha vendido más de 10 millones de copias en todo el mundo y es considerado por muchos fanes, el mejor álbum del grupo.

### Tourism(1992),Almost Unrealy aparición en MTV Unplugged (1993)
En 1992 publicaron Tourism: Songs From Studios, Stages, Hotelrooms & Other Strange Places, grabado durante su primer tour mundial «Join The Joyride - World Tour 1991-92», con el que visitaron cuatro continentes, con 107 conciertos a los que asistieron 1 700 000 personas. El álbum incluye, además, nuevas canciones grabadas en diferentes partes del mundo. «How Do You Do!», su primer sencillo, se convierte en un nuevo éxito para los suecos. Le siguen el tema "Queen of rain" y "Fingertips ´93" (una nueva versión del tema de mismo nombre incluido en el álbum). Este nuevo trabajo, a pesar no ser un disco de estudio al uso, logra vender 4,5 millones de copias en todo el mundo.
Roxette ya se había convertido en un éxito en todo el mundo. En solo tres años de éxito internacional habían vendido treinta millones de discos; habían llegado cuatro veces al N.º 1 del Billboard y recorrido el mundo entero con sus giras.
En 1993 colaboraron en la banda sonora de la película Super Mario Bros con «Almost Unreal», tema que tuvo trascendencia a pesar del fracaso del filme y que lleva a Roxette a conseguir otro top ten en el Reino Unido, alcanzando la posición número 7. Ese mismo año grabaron en Estocolmo un recital Unplugged para MTV. Esta vez volvían a hacer historia; se convirtieron en la primera banda no-anglosajona en grabar un unplugged para MTV.

### Crash! Boom! Bang!(1994)
En 1994 Roxette regresó con su quinto álbum de estudio, Crash! Boom! Bang!, una placa que significó un fuerte cambio de estilo para la banda, ahora más orientada al rock y la psicodelia. «Sleeping In My Car», el primer sencillo, mostraba un sonido mucho más duro, con Marie en la voz principal y una distorsión de guitarras más bien alejadas del estilo clásico de Roxette. La canción se convierte en un éxito en Europa, Asia y Latinoamérica. Tras este tema, publican los singles "Crash! Boom! Bang", "Fireworks", "Run to You" y "Vulnerable". Al disco le fue muy bien en todo el mundo, salvo en USA por falta de apoyo de la compañía. Aun así logró vender 4 millones de copias. 
En septiembre de ese año arrancó su segunda gira internacional Crash! Boom! Bang World Tour 94-95!, con más de ochenta presentaciones en Europa, Asia, Oceanía, África y Sudamérica. Esta segunda gira internacional de Roxette los convirtió en la primera banda occidental que tocó en China desde que Wham! lo hiciera casi diez años antes. La gira también los llevó a Sudáfrica, donde fueron asistidos por 130 000 fanáticos. En abril de 1995 aterrizaron nuevamente en Latinoamérica, para concluir con el recorrido un mes más tarde en Rusia, donde se les concedió permiso para tocar en un 1.º de mayo, Día Internacional del Trabajo en casi todo el mundo. Este suceso fue otro ascenso para Roxette: el concierto de Roxette fue la primera celebración pública en un 1.º de mayo en Moscú desde 1917.

### RaritiesyDon't Bore Us - Get to the Chorus! Roxette's Greatest Hits(1995)
Junto con la gira de "Crash! Boom! Bang!" lanzan su disco de rarezas titulado Rarities, con demos, inéditos, remixes y tres temas tocados en 1993 para el unplugged de MTV. Este disco se publica en muy pocos países convirtiéndose en pieza de coleccionista para los fanes.
En 1995 el dúo sacó a la venta su primer grandes éxitos Don't Bore Us - Get to the Chorus! Roxette's Greatest Hits. El primer sencillo, la balada You Don't Understand Me los regresó a la lista de los diez más populares en Suecia. Es la única canción de Roxette compuesta con «ayuda externa», como dice Per Gessle, quien se reunió con Desmond Child a componer la hipnótica canción. El álbum contenía otras tres nuevas canciones además de las dieciséis canciones más conocidas de Roxette entre la época 1988-1995. El segundo sencillo publicado fue "June Afternoon". Como sencillo promocional, en algunos países publican "I Don't Want To Get Hurt". 
Don't Bore Us - Get to the Chorus! Roxette's Greatest Hits también fue publicado en una edición especial limitada titulada: Don't Bore Us - Get to the Chorus! Roxette's Greatest Hits [Roxette's European Promo Tour], que no contiene el track-list de la edición original sino que aparecen solo cuatro versiones acústicas grabadas en directo en los Abbey Road Studios el 15 de noviembre de 1995 de los temas: «The Look», «Listen To Your Heart», «You Don't Understand Me» y «Help!» (de The Beatles). El disco logra vender más de 5 millones de copias en todo el mundo.

### Baladas en Español(1996) y relanzamiento dePearls of Passion(1997)
El álbum Baladas en español salió a la luz en 1996, y recogía los más importantes temas románticos creados por Roxette y adaptados al español. «Un día sin ti» («Spending my time») es elegida como primer sencillo. Se convirtió en un récord de ventas en España y Latinoamérica, logrando el doble disco de platino en España y alcanzó el estatus de oro en Argentina, Venezuela, México y Chile. El segundo sencillo fue "No sé si es amor" ("It must have been love"). El álbum logra vender más de 2 millones de copias en todo el mundo.
A fines de 1996 Marie tiene su segundo hijo, y decide tomarse unas vacaciones para dedicarse más a su familia. Mientras tanto Per proseguía con su carrera en solitario sacando su álbum The World According To Gessle, su primer álbum en solitario en inglés.
Para 1997 era casi imposible encontrar una copia del primer álbum de Roxette, por lo cual deciden reeditarlo e incluir ocho temas inéditos de la misma época del grupo, como la versión original de «It Must Have Been Love» o la canción que le da nombre al álbum, «Pearls of passion», entre otros demos y remezclas.

### Have a Nice Day(1999)
En 1998 se reunieron en estudios de Benahavís, Marbella y Estocolmo para realizar el álbum Have a Nice Day, su primera placa de material nuevo en cinco años al momento de su publicación en 1999. Este álbum muestra una marcada diferenciación de los trabajos anteriores de Roxette por la introducción de influencias electrónicas y sonidos atípicos en sus trabajos anteriores. Esto es notorio tanto en las baladas, como «Wish I Could Fly», como en los temas new wave-disco o dance, marcado claramente en el potente «Stars». El éxito de «Wish I Could Fly» devolvió a Roxette a los charts europeos más importantes, por ejemplo llegando al Nº11 en el Reino Unido y su inclusión en la lista de las 10 canciones más escuchadas del año en Europa. Al año siguiente, Roxette recibió el World Music Award en la categoría «Artista escandinavo más vendido del año». En los países hispanoparlantes se incluyeron tres bonus track en español. Otros singles publicados fueron "Anyone", "Stars" y "Salvation". Have a Nice Day lleva vendidas más de 3 millones de copias. A diferencia de discos anteriores, el grupo decide no realizar tour de presentación.

### Room Service(2001)
En 2001 realizan su séptimo álbum de estudio: Room Service, que continúa la influencia electrónica pero con mayor presencia de elementos rock y acústicos tradicionales. «The Centre Of The Heart», el primer sencillo, los llevó de regreso al N.º 1 de la lista oficial sueca, donde se mantuvo por cuatro semanas. Ese año Roxette volvió a salir de gira con el Room Service World Tour 2001, que llegó a ser visto por unos trescientos mil espectadores en Europa. En septiembre, debido a los atentados al World Trade Center, el dúo canceló los recitales programados y cerró anticipadamente la gira. Este álbum vendió más de 2 millones de copias, considerablemente menos que los lanzamientos anteriores de Roxette. Al sencillo principal le siguieron "Real Sugar" y "Milk, Toast and Honey". Con este álbum, el grupo sale de gira, tras 7 años sin hacer conciertos, por Europa y Latinoamérica.

### The Ballad Hits(2002) yThe Pop Hits(2003)
Durante 2002 el dúo prepara dos recopilaciones de grandes éxitos. El primero, The Ballad Hits, presentado ese mismo año con el sencillo "A thing about you", y el segundo, The Pop Hits, presentado en 2003, con "Opportunity Nox". Cada recopilatorio incluyó dos temas inéditos. En medio de la gira de promoción de The Ballad Hits, Marie se resbaló en el baño de su casa golpeándose la cabeza fuertemente y tras realizarle estudios médicos para encontrar su causa, descubrieron un tumor cerebral. Marie fue operada satisfactoriamente y se alejó de la música para descansar con su familia. Esto ha hecho que en los años subsiguientes tenga períodos de mayor o menor actividad, hasta su retiro definitivo de los escenarios en 2016.
Mientras tanto, Per continuó como solista con trabajos como Mazarin, en 2003, y Son Of A Plumber, en 2005. Ya de vuelta en la música, Marie grabó un álbum como solista en 2004: The Change. Durante su recuperación comenzó a ilustrar, y sus dibujos fueron expuestos en galerías de arte en Europa, además de conformar el arte de portada de su disco.
En diciembre de 2005 Per recibió en Londres un premio BMI por ser el compositor de dos de los temas más radiados en los últimos años en las emisoras estadounidenses («Listen to Your Heart» e «It Must Have Been Love»). A la entrega del premio también había asistido Marie. En esta entrega de premios Per y Marie hicieron su primera aparición en público luego de casi tres años.

### The Rox Box/Roxette 86-06(2006)
Su próximo proyecto fue la caja recopilatoria The Rox Box (2006), en la que grabaron dos nuevas canciones («One Wish-Reveal») y que incluye aparte los éxitos más conocidos, más algunas rarezas y el MTV Unplugged. Dicho disco es lanzado por el cumpleaños número 20 de la banda (1986-2006).
Debido a la enfermedad padecida por Marie, las últimas presentaciones de Roxette se dieron durante fines de 2006 para hacer playback del sencillo «One Wish» en Suecia y en Alemania, país donde fueron contratados a última hora - después de que Marie se decidiera a aceptar - para presentarse en el Aniversario 50 de la famosa revista alemana Bravo.
En el marco de la gira Party Crasher (European Tour) realizado en solitario por Per Gessle, Marie Fredriksson lo acompañó en una de sus presentaciones en Ámsterdam. El 26 de abril de 2009, el dúo confirmó su participación en una serie de cuarenta recitales por Europa bajo el marco de Night of the Proms que arrancó en octubre y terminó en España en 2010. El dúo había ratificado oficialmente su regreso a los escenarios después de siete años y con planes para retomar la carrera de Roxette.
El 4 de agosto de 2010 Roxette tocó en Leifs Lounge, el club del Hotel Tylösand (propiedad de Per Gessle), durante casi dos horas. El concierto fue anunciado por sorpresa el 3 de agosto a través de Facebook por el propio Per Gessle y las seiscientas entradas se vendieron en la recepción del hotel entre las 11 y la 13:25 de la mañana del concierto. Según Per se trataba de un ensayo general de la pequeña gira que Roxette había realizado en agosto.

### Charm School(2011) yTravelling(2012)
El 3 de diciembre de 2010, Per Gessle anunció por Facebook y Twitter que el nuevo disco de la banda, Charm School, saldría a la venta el 11 de febrero de 2011, el primer corte de difusión, «She's Got Nothing On (But The Radio)», se podría escuchar a partir del 10 de enero del mismo año.
Del nuevo álbum se extraen los sencillos «She's Got Nothing On (But The Radio)», el cual llega a estar en los primeros lugares de las listas, «Way Out», sencillo que suena principalmente en países Wuropeos, y «No One Makes It On Her Own», sencillo que fue lanzado en algunos países como Chile.
Tras la salida de Charm School, Roxette se embarcó por una gira mundial iniciada en Kazán, Rusia, donde abarrotaron el Tatnef Arena, gira que en total consiste en más de ochenta conciertos abarcando más de veinticinco países y recorriendo Sudamérica (que no veía a la banda desde 1995), Europa, África, Asia y Oceanía. En un principio el tour parecía un moderado tour mundial pero debido a la demanda se aumentaron cada vez más fechas (las últimas fueron 7 en Australia en 10 días en enero de 2012), cancelándose solo unas pocas (entre las canceladas estuvo una fecha en la Ciudad de México a principios de marzo).

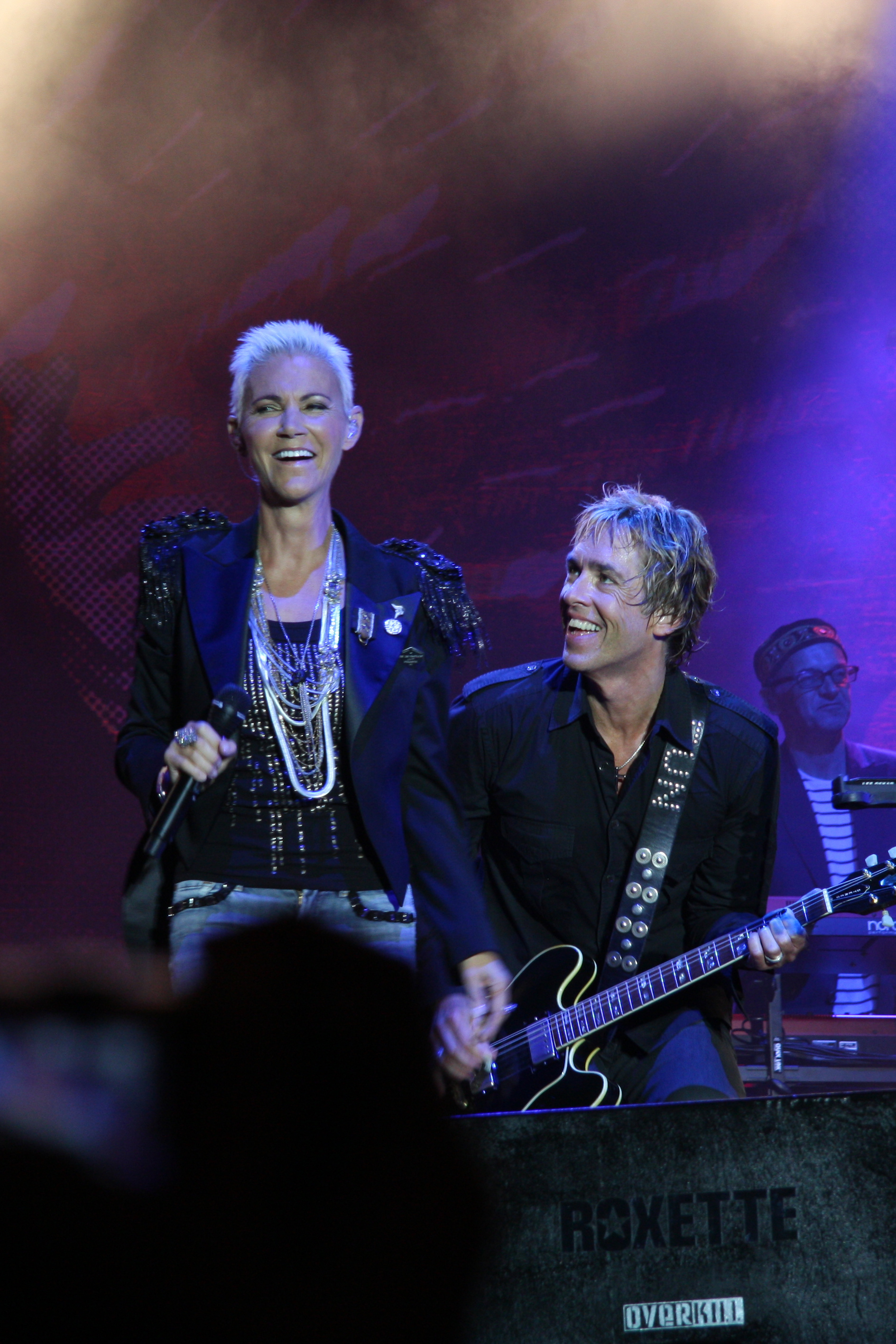
Marie Fredriksson y Per Gessle en Halmstad, Suecia durante un concierto de 2010.

La banda del tour estuvo conformada por Christoffer Lundquist en la guitarra principal (Chistoffer además fue productor del álbum), Clarence Öfwerman en los teclados, Helena Josefsson como vocalista, Pelle Alsing en la batería y Magnus Börjeson en el bajo y las guitarras. Esta misma alineación es la que venía tocando con Per Gessle desde «Mazarin», en 2003 (a excepción de Magnus) y son los miembros que conforman Son of a plumber (álbum), otra banda alternativa conformada por Gessle. Además conformaron en buena medida la banda que acompañó a Roxette en el tour de 2001 (entonces Lundquist estaba a cargo de los bajos y no participaron Helena ni Magnus).
Además, el regreso de Roxette estuvo marcado por la documentación constante del mismo desde la cámara personal de Per Gessle, en videos de corta duración publicados en el Facebook oficial de la página, videos que mostraban la vida de los miembros de la banda tras el escenario, la convivencia cotidiana, los traslados de un lugar a otro, las instalaciones, el montaje, etc. Estos videos fueron ensamblados para el tercer video promocional del álbum, «Speak To Me», cuya letra además hace referencia a algunos grandes éxitos de los años noventa («Fading Like A Flower (Every Time You Leave)», «Listen To Your Heart», «Anyone» y otros).
A principios de 2012, Gessle confirmó a través de su cuenta oficial de Twitter que la grabación del noveno álbum de estudio de Roxette, titulado Travelling, había concluido. El álbum de quince pistas y el primer sencillo «It's Possible» se lanzó en marzo de 2012. Al igual que en 1992, el grupo lanza un álbum similar a "Tourism" donde mezclan nuevos temas, con temas en vivo o nuevas versiones.

### Roxette Live: Traveling The World(2013)
El 6 de diciembre de 2013, salió a la venta el álbum llamado Roxette Live: Traveling The World. A diferencia de los álbumes Tourism y Travelling, este es el único álbum completamente en directo que fue lanzado oficialmente por Roxette. Además de contener el CD con las canciones que actuaron en directo el 5 de mayo de 2012 desde Santiago, Chile, también contiene un DVD o Blu-ray con las actuaciones en directo que se grabaron en los días 3, 5 y 8 de mayo en 2012 en Córdoba, Santiago y en Curitiba, además de un documental que explica la historia de Roxette. La versión del álbum que contiene el Blu-ray de vídeo, contiene también algunos vídeos caseros que Per grabó con su cámara.

### Lanzamiento de los demos de Roxette enThe Per Gessle Archives (A Lifetime of Songwriting)(2014)
En julio de 2014, se anunció que Per estaba trabajando en su gran álbum compilatorio de demos "The Per Gessle Archives (A Lifetime of Songwriting)". Dicho álbum saldría a la venta el 24 de septiembre de 2014. Además de contener 6 CDs con versiones maqueta de canciones que fueron grabadas para los proyectos de Per, también contiene otros 4 CDs y un exclusivo disco de vinilo que contienen las versiones maquetas grabadas para Roxette. En formato digital están divididas en 5 volúmenes bajo el nombre de "The Per Gessle Archives - The Roxette Demos!".

### Good Karma(2016)
Good Karma, décimo álbum de estudio del dúo, fue lanzado el 3 de junio de 2016. El sencillo «It just happens» fue lanzado como el primer sencillo el 8 de abril. Respecto del álbum, Gessle dijo: «Para el nuevo disco, queríamos combinar nuestro sonido clásico de Roxette con una producción moderna y un poco impredecible para crear un paisaje sonoro donde desea tanto reconocer nuestro sonido y encontrar algo nuevo».[cita requerida] La placa llegó a los charts de numerosos países e ingresó en los Official Charts del Reino Unido en el puesto 61 y en el puesto 25 de Australia (las posiciones más altas desde Have a Nice Day y Crash! Boom! Bang!, respectivamente).
El dúo planificó apoyar el álbum con el Roxette 30th Anniversary Tour, que había empezado en 2014 y terminaría en 2016, coincidiendo con el 30 aniversario del grupo, pero a principios de 2016 tuvieron que cancelarlo cuando los médicos recomendaron a Fredriksson que se abstuviera de seguir viajando y dando conciertos debido a su estado de salud, que se había vuelto a resentir. Tras esto, Marie envió una carta de agradecimiento a los aficionados indicando «simplemente no estoy lo suficientemente fuerte para la vida de gira, pero espero la publicación del nuevo álbum».[cita requerida]

### Look Sharp! 30th Anniversary Edition(2018)
Coincidiendo con el 30 aniversario de la publicación del álbum "Look Sharp", en 2018 se publicó una edición especial del álbum con algunos demos, en físico, digital y streaming.

### Relanzamiento deHave a Nice Dayen vinilo (2019)
El 12 de abril de 2019, Per anunció en Facebook que Roxette celebraría en la primavera de ese año el 20 aniversario del lanzamiento del álbum "Have a Nice Day". Para ello, Per relanzó el álbum en doble disco de vinilo, al ser un álbum que se lanzó originalmente en formato CD y el mismo contenía 14 canciones.

### Fallecimiento de Marie Fredriksson (2019)
Marie Fredriksson falleció a los 61 años tras haber luchado contra el cáncer los últimos años. Su deceso fue confirmado por su gerente de prensa, Marie Dimberg: «Con gran tristeza tenemos que anunciar que uno de nuestros artistas más grandes y queridos se ha ido. Marie Fredriksson murió en la mañana del 9 de diciembre por su antigua enfermedad».
A fines de febrero de 2020, Per Gessle editó el tema «Around The Corner (The Comfort Song)» en homenaje a Marie Fredriksson y su suegra, también fallecida recientemente. El tema cuenta con la participación de Helena Josefsson.

### Bag of Trix(2020)
El 2 de octubre de 2020 se editó el sencillo «Let Your Heart Dance With Me» que forma parte de Bag of Trix. La canción fue una de las últimas grabadas para el disco Good Karma pero en ese momento quedó fuera de dicho álbum. A principios de 2020, Per trabajó para finalizar el tema. El video fue presentado con una entrevista transmitida en vivo por el canal oficial de YouTube del dúo e incluye filmaciones privadas y de documentales grabadas entre 1986 y 1995.
El disco consta de 3 CD con material inédito y algunas perlas de su carrera. Entre ellos «Peace of Cake», grabado para Good Karma; «Tu No Me Comprendes», versión en español del tema de 1995 «You Don't Understand Me» que quedó fuera del álbum Baladas En Español; y el cover «Help!» de The Beatles, grabada en directo en los Abbey Road Studios en 1995.
El 22 de diciembre de 2020, Per Gessle anunció vía redes sociales el fallecimiento del baterista del grupo, Pelle Alsing, a los 60 años.

### Joyride 30th Anniversary Edition(2021), reedición digital deLook Sharp! 30th Anniversary EditionyROX RMX(2022)
En 2021, coincidiendo con el 30 aniversario de "Joyride", se lanza una edición especial, en formato físico (CD y LP), digital y streaming, incluyendo el álbum original remasterizado más los demos y temas descartados del álbum. Posteriormente, en 2022, se añaden nuevos demos al álbum "Look Sharp! 30th Anniversary", no incluidos en la reedición de 2018, aunque esta vez solo en formato digital y streaming. Igualmente, en 2022, Per decide lanzar un álbum triple, en formato digital y streaming, titulado "ROX RMX", donde se incluyen los remixes más relevantes, para él y fanes, de los hits del grupo.

### PG Roxette,Nothing Else Matters(2021),Pop-Up Dynamo!yWish You the Best for Xmas(2022)
Para sorpresa de sus fanes y tras mucho meditarlo, Per Gessle anuncia en 2022 que continuaría con el proyecto de Roxette, pero esta vez bajo el seudónimo de PG Roxette. Según sus palabras, "es imposible reemplazar a Marie y esa tampoco ha sido nunca mi intención. Fue una época y un sueño fantástico que pudimos compartir juntos. Pero se siente emocionante poder continuar este viaje, aunque de una manera diferente. Si Marie hubiera estado viva, por supuesto que habríamos hecho esto juntos. Siento que esta es la decisión correcta. Estoy orgulloso de todo lo que ha hecho Roxette y me encanta trabajar con la banda de Roxette". A pesar del anuncio, en septiembre de 2021, estando trabajando ya bajo el nombre de PG Roxette, Per publica una versión de la canción Nothing Else Matters. Dicha canción aparece en el álbum The Metallica Blacklist, álbum tributo a Metallica.
A principios de 2022, Per publicó el primer sencillo titulado «The Loneliest Girl in the World», un tema up-tempo que recuerda a los clásicos "Opportunity Nox" o "She Doesn't Live Here Anymore". Como canción acompañante, el sencillo cuenta con la canción «Sunflower», que según Per, no estaría incluida en el álbum Pop-Up Dynamo!. El sencillo es recibido por sus fanes con agrado, ya que recupera el sonido de Roxette pero con un toque actual. Dicho sencillo está incluido en el álbum, que vio la luz en octubre de 2022.
El 23 de septiembre de 2022, Per Gessle publicó el segundo sencillo llamado «Walking on Air» (esta canción fue pensada inicialmente para la BSO de la película "Top Gun Maverick" pero la productora la rechazó). Y como canción acompañante para su vinilo de 7", el sencillo cuenta con "Necessary", otra canción que tampoco aparece en Pop-Up Dynamo!. Dicho vinilo también incluye un remix del propio sencillo.
El 1 de noviembre de 2022 se publica en formato digital el tercer sencillo del álbum, «My Chosen One» junto a la cantante León. Este sencillo incluye también una remezcla del tema «Jezebel - Bridge & Mountain Remix».
Igualmente, sobre estas fechas, Per anuncia en su cuenta de Twitter que lanzaría un sencillo navideño bajo PG Roxette, llamado «Wish You the Best for Xmas». Dicho sencillo, que salió el 18 de noviembre en plataformas digitales y luego el 25 de noviembre en vinilo de 7", vino acompañado con la canción «Wishing On The Same Christmas Star».

### Headphones On,Tourism 30th Anniversary Edition,Incognito EPyThe Craziest Thing (Lost Boy Remix)(2023)
El 13 de enero de 2023, Per publica «Headphones On» como sencillo promocional extraído del álbum Pop-Up Dynamo!. En él se incluye la versión del álbum y otra versión más corta para radio. Junto al lanzamiento, se publica un vídeo con letras en YouTube.
En febrero del mismo año, se publicó, solo en formato digital y en servicios de música en streaming, la edición del 30 aniversario de Tourism, con alguna que otra demo y canción descartada incluida en dicha edición. El resto de canciones o demos ya se incluyeron en otros álbumes anteriores o fueron publicados por Roxette en el pasado.
El 28 de abril se lanzó en el ámbito de PG Roxette, tanto en servicios de música en streaming como en vinilo en 7", el EP llamado "Incognito". Dicho EP contiene la canción mencionada, un remix del mismo y dos canciones más: «Jelly Moon» y «When She Needed Me The Most».
El 18 de agosto se publicó tanto en formato digital como en vinilo de 7" un remix realizado en los estudios Lost Boy en Umeå, Suecia, de "The Craziest Thing", tema que ya estaba presente en el álbum Pop-Up Dynamo!. Dicha remezcla fue realizada para ser la canción oficial de la edición de 2023 del Campeonato de Europa de Tenis de Mesa. Además, como canción acompañante, cuenta con «Just Perfect», un tema descartado para el álbum "Good Karma" de Roxette que fue reescrito e incluido en dicho álbum bajo el titulo de "This One".

### Listen To Your Heart (Alle Farben Remix)(2023)
Coincidiendo con el 35 aniversario del lanzamiento de Listen To Your Heart como el segundo sencillo para el álbum Look Sharp! en 1988, una remezcla realizada por Alle Farben fue publicado en el canal oficial de YouTube de Roxette y en otros servicios de música en streaming el 15 de septiembre.

### The Per Gessle Archives - The Good Karma Demos(2024)
El 12 de enero de 2024, Per publica en formato digital el álbum The Per Gessle Archives - The Good Karma Demos, que contiene todos los demos y maquetas de las canciones que se lanzaron originalmente para el último álbum de Roxette, Good Karma, en 2016. También contiene las maquetas de «Piece Of Cake» y de «Let Your Heart Dance With Me», canciones que tendrían que haberse producido y aparecido en el álbum original, pero quedaron fuera en ese momento y no fueron completamente producidas y lanzadas hasta el lanzamiento del álbum Bag of Trix. The Good Karma Demos incluye también la primera versión de «This One», llamada originalmente «Everybody's Jumping».

### Anuncio del tour de Roxette con Lena Phillipson,Fading Like A Rose - EPy relanzamiento deROX RMXen ediciones físicas (2024)
Para asombro de sus fans, Per anuncia en mayo de 2024 una nueva gira de Roxette para febrero y marzo de 2025, que pasará por Sudáfrica y Australia. En un comunicado, indicó que, "aunque Marie es insustituible, no tiene intenciones de empezar un nuevo Roxette". Se espera que Per salga de gira con la banda original y junto a Lena Phillipson, cantante sueca: “Decidí no formar un nuevo dúo, sino contratar a una buena amiga mía que también es una cantante increíble y una artista increíble aquí en Suecia". En redes sociales, la noticia es recibida con alegría por algunos fans, mientras otros lo consideran contrario a la memoria de Marie, ya que entienden que el nombre del grupo hace referencia únicamente a Marie y Per, y por lo tanto, está banda debería ser renombrada de otra forma.
El 3 de julio de 2024, Per anuncia en Facebook que estaba trabajando, junto con Clarence Öfwerman, el productor de Roxette, y Magnus Börjeson, el bajista de Roxette, en un mashup creado con trozos de 6 de las canciones más reconocidas del grupo llamado «Fading Like A Rose». Según Per, "es un homenaje a la historia de los éxitos de Roxette en la pista de baile". Fue lanzado como EP en vinilo de 12" el 6 de septiembre y contiene, además de la versión original del mashup, un remix del mismo, la versión de Galantis de «Fading Like A Flower» y el remix de Listen To Your Heart realizado por Alle Farben.
Además, se anunció que se lanzaría el 6 de septiembre de 2024 las versiones físicas del álbum ROX RMX, que fue lanzado originalmente únicamente en digital en 2022. La versión en triple CD, aparte de todas las remezclas que se lanzaron en formato digital, contendrá también las últimas nuevas remezclas realizados por Galantis y por Alle Farben, mientras que la versión en LP contendrá únicamente 11 de los remixes, elegidos personalmente por Per, lanzados para el álbum original en digital, más las ya mencionadas nuevas remezclas.

### Crash! Boom! Bang! 30th Anniversary Edition (2024)
A fines de 2024, coincidiendo con el 30 aniversario del lanzamiento del álbum "Crash! Boom! Bang!", se publicó en doble CD, vinilo y streaming la reedición especial del mismo el 6 de diciembre. En esta edición, además de incluir los temas originales, se incluyen todos los temas extra que quedaron fuera del LP original del álbum y las versiones demo de todas las canciones, además de un libreto con fotografías inéditas de la sesión de fotos de 1994.

## Discografía

### Álbumes de estudio
- Pearls Of Passion (1986)
- Look Sharp! (1988)
- Joyride (1991)
- Tourism (1992)
- Crash! Boom! Bang! (1994)
- Have a Nice Day (1999)
- Room Service (2001)
- Charm School (2011)
- Travelling (2012)
- Good Karma (2016)

### Otros álbumes de estudio
- Pop-Up Dynamo! (bajo PG Roxette) (2022)

### Álbumes recopilatorios
- Dance Passion (álbum de remixes de "Pearls of Passion") (1987)
- Rarities (1995)
- Don't Bore Us - Get to the Chorus!: Roxette's Greatest Hits (1995)
- Baladas En Español (1996)
- The Ballads Hits (2002)
- The Pop Hits (2003)
- A Collection of Roxette Hits: Their 20 Greatest Songs! (2006)
- The Rox Box / Roxette 86-06 (2006)
- Greatest Hits 2011  (2011)
- Roxette XXX - The 30 Biggest Hits  (2014)[30]
- Bag of Trix (2020)
- ROX RMX (2022)

### Reediciones de álbumes
- Pearls of Passion (1997)
- Look Sharp! 30th Anniversary Edition (2018)
- Have a Nice Day (reedición en doble disco de vinilo por el 20 aniversario del álbum) (2019)
- Joyride 30th Anniversary Edition (2021)
- Look Sharp! 30th Anniversary Edition (reedición en digital) (2022)
- Tourism 30th Anniversary Edition (2023)
- ROX RMX (reedición en físico) (2024)
- Crash! Boom! Bang! 30th Anniversary Edition (2024)

### Álbumes compilados de varios artistas (colaboraciones de Roxette)
En algunas oportunidades Roxette ha grabado «canciones sueltas» para álbumes compilados de varios artistas, son temas que originalmente son difíciles de ubicar dentro de un álbum oficial del grupo ya que en primera instancia nunca fueron publicados en los discos oficiales; son canciones de colaboración para álbumes publicados en una edición especial. Entre algunas de las canciones sueltas encontramos las siguientes:
- «I Want You» (versión original) tema incluido en el disco sencillo de vinilo del mismo nombre y años más tarde en el álbum compilado de varios artistas titulado The Record Station 5 (1987); pista #3 del track-list. Publicado como disco-sencillo de vinilo, I Want You incluye dos versiones diferentes de esta misma canción:

1. «I Want You» (versión original).
2. «I Want You» (digital lägereldsmix).

- «Oh Marie» (tema original de Sheryl Crow), incluida en el álbum-tributo Absolut Marie Dimberg (1997; publicado en edición limitada de 101 copias; 2 de julio de 1997). Es la pista #4 del track-list.
- «He's Got The Look» (versión acústica con letra en masculino de «The Look»), incluida en el álbum-tributo Roffe 50! 15.01.91 (15 de enero de 1991). Es la pista #2 en el track-list del álbum.
- «Nothing Else Matters» (tema original de Metallica): incluido en el álbum-tributo The Metallica Blacklist (11 de septiembre de 2021). Es la pista #36 en el track-list del álbum.

### Sencillos
- Neverending Love (1986)
- Goodbye To You (1986)
- Soul Deep (1987)
- I Want You  (grabado junto con Eva Dahlgren y Ratata) (1987)
- It Must Have Been Love (Christmas for the Broken Hearted) (1987)
- I Call Your Name (1988)
- Dressed For Success (1988)
- Listen To Your Heart (1988)
- Chances (1988)
- The Look (1989)
- Dangerous (1989)
- Paint (promocional) (1989)
- It Must Have Been Love (1990)
- Joyride (1991)
- Fading Like A Flower (Every Time You Leave) (1991)
- The Big L. (1991)
- Spending My Time (1991)
- The Sweet Hello, The Sad Goodbye (promocional) (1991)
- Things Will Never Be The Same (promocional) (1991)
- Church Of Your Heart (1992)
- How Do You Do! (1992)
- Queen Of Rain (1992)
- (Do You Get) Excited? (promocional) (1992)
- Come Back (Before You Leave) (promocional) (1992)
- Fingertips '93 (1993)
- Almost Unreal (1993)
- Love Is All (Shine Your Light On Me) (promocional) (1993)
- Sleeping In My Car (1994)
- Crash! Boom! Bang! (1994)
- Fireworks (1994)
- Run To You (1994)
- Vulnerable (1995)
- You Don't Understand Me (1995)
- The Look '95 (1995)
- I'm Sorry (promocional) (1995)
- I Don't Want To Get Hurt (promocional) (1995)
- June Afternoon (1996)
- She Doesn't Live Here Anymore (1996)
- Un Día Sin Tí (Spending My Time) (promocional) (1996)
- No Sé Si Es Amor (It Must Have Been Love) (promocional) (1997)
- Soy Una Mujer (Fading Like a Flower) (promocional) (1997)
- I Call Your Name (promocional) (1997)
- From One Heart To Another (promocional) (1997)
- Neverending Love (promocional) (1998)
- Wish I Could Fly (1999)
- Anyone (1999)
- Stars (1999)
- Salvation (1999)
- Quisiera Volar (Wish I Could Fly) (promocional) (1999)
- Crush On You (promocional) (1999)
- Alguien (Anyone) (promocional) (1999)
- The Centre Of The Heart (2001)
- Regal Sugar (2001)
- Milk And Toast And Honey (2001)
- A Thing About You (2002)
- Opportunity Nox (2003)
- One Wish (2006)
- Reveal (2007)
- She's Got Nothing On (But The Radio) (2011)
- Speak To Me (2011)
- Way Out (2011)
- No One Makes It On Her Own (promocional) (2011)
- It's Possible (2012)
- The Sweet Hello, The Sad Goodbye (Bassflow Remake) (2012)
- Touched By the Hand of God (promocional) (2012)
- Lover, Lover, Lover (promocional) (2012)
- The Look 25 (promocional) (2014)
- It Must Have Been Love 25 (promocional) (2015)
- The Look (2015 Remake) (2015)
- It Just Happens (2016)
- Some Other Summer (2016)
- Why Don't You Bring Me Flowers? (2016)
- Help! (Abbey Road Sessions November 1995) (2020)
- Let Your Heart Dance With Me (2020)
- Tú No Me Comprendes (You Don't Understand Me) (2020)
- Piece Of Cake (2020)
- Nothing Else Matters (grabado para el álbum-tributo The Metallica Blacklist) (bajo PG Roxette) (2021)
- Small Talk/Hotblooded (T & A Demo) (promocional) (2021)
- Fading Like A Flower (con Galantis) (2022)
- The Loneliest Girl In the World (bajo PG Roxette) (2022)
- Walking On Air (bajo PG Roxette) (2022)
- My Chosen One (con LÉON) (promocional) (bajo PG Roxette) (2022)
- Wish You The Best For Xmas (bajo PG Roxette) (2022)
- Headphones On (promocional) (bajo PG Roxette) (2023)
- Incognito (bajo PG Roxette) (2023)
- The Craziest Thing (Lost Boy Remix) (bajo PG Roxette) (2023)
- Listen To Your Heart (Alle Farben Remix) (promocional) (2023)
- Fading Like A Rose (2024)

### EP
- The Sweet Hello, The Sad Goodbye (Bassflow Remake) (2012)

1. The Sweet Hello, The Sad Goodbye (Bassflow Remake)
2. The Sweet Hello, The Sad Goodbye (Bassflow Remake) (Radio Edit)
3. The Sweet Hello, The Sad Goodbye (disponible exclusivamente en el lado B del vinilo de 10")
4. The Sweet Hello, The Sad Goodbye (T & A Demo - Mar 23, 1990) (disponible exclusivamente en el lado B del vinilo de 10")

- Incognito EP (bajo PG Roxette) (2023)

1. Incognito
2. Jelly Moon
3. When She Needed Me The Most
4. Incognito (Lost Boy Remix)

- Fading Like A Rose - EP (2024)

1. Fading Like A Rose (Everytime Remix)
2. Fading Like A Flower (Galantis)
3. Fading Like A Rose
4. Listen To Your Heart (Allen Farben Remix)

## Videografía
- Sweden Live (1989)
- Look Sharp Live (1989)
- The Videos (1991)
- Live-Ism (1992)
- Roxette: MTV Unplugged (1993)
- Don't Bore Us - Get to the Chorus!. Roxette's Greatest Video Hits (1995)
- Crash! Boom! Live! (1996)
- All Videos Ever Made & More! (2001)
- Ballad & Pop Hits – The Complete Video Collection (2003)
- Roxette Diaries (2016)

## Tours

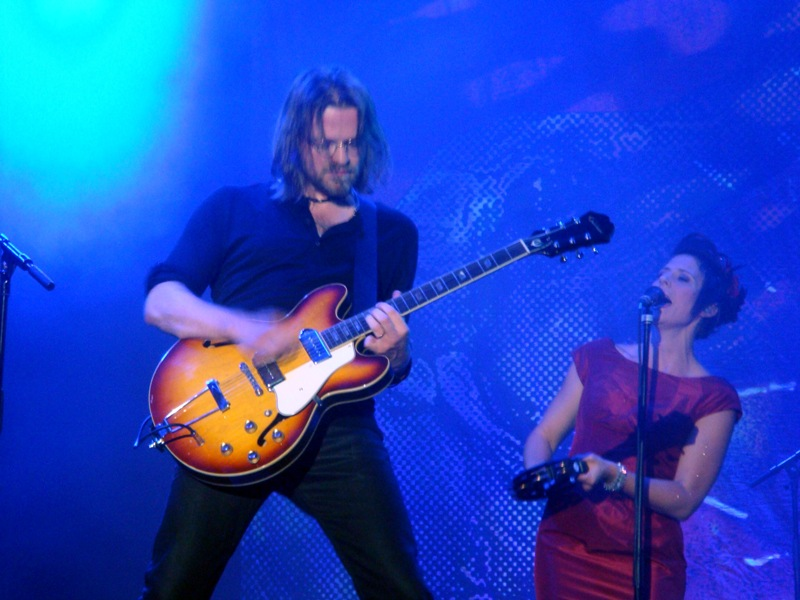
Christoffer Lundquist (guitarra) y Malin Ekstrand (coros), quienes acompañaron a Roxette durante la gira Europea de 2010.

- Rock Runt Riket Swedish Tour (con Eva Dahlgren y Ratata)  (1987)[31]
- Look Sharp! Swedish Tour (1988)
- Look Sharp Live! European Tour (1989)
- Join The Joyride! World Tour (1991-1992)
- The Summer Joyride – European Tour (1992)
- Crash! Boom! Bang! World Tour (1994-1995)
- Room Service Tour (2001)
- Night of the Proms (2009)
- European Tour (2010)
- Charm School – The World Tour (2011-2012)[32]
- XXX – The 30th Anniversary Tour (2014-2016)[30]

## Sencillos y lista de posiciones
| 1986 | «Neverending Love»                                          | 3  | -  | -  | -  | -  | -  | -  | -  | -  | -  |
| 1986 | «Goodbye to you»                                            | 9  | -  | -  | -  | -  | -  | -  | -  | -  | -  |
| 1986 | «Soul Deep»                                                 | 18 | -  | -  | -  | -  | -  | -  | -  | -  | -  |
| 1987 | «It Must Have Been Love (Christmas for the Broken Hearted)» | 4  | -  | -  | -  | -  | -  | -  | -  | -  | -  |
| 1988 | «I Call Your Name»                                          | -  | -  | -  | -  | -  | -  | -  | -  | -  | -  |
| 1988 | «Chances»                                                   | -  | -  | -  | -  | -  | -  | -  | -  | -  | -  |
| 1989 | «The Look»                                                  | 6  | 7  | 1  | 2  | 1  | 1  | 1  | 1  | 1  | 1  |
| 1989 | «Dressed For Success»                                       | 2  | 18 | 16 | 6  | -  | 12 | 14 | 4  | 3  | 16 |
| 1989 | «Listen to Your Heart»                                      | 3  | 6  | 7  | 2  | 3  | 17 | 1  | 8  | 10 | 33 |
| 1989 | «Dangerous»                                                 | 9  | 6  | 8  | 8  | 17 | -  | 2  | 10 | 9  | 23 |
| 1989 | «(Dangerous) The Dangerous Power mix (promo)»               | -  | -  | -  | -  | -  | -  | -  | -  | -  | 29 |
| 1990 | «It Must Have Been Love»                                    | -  | 3  | 4  | 3  | 3  | -  | 1  | 1  | 1  | 1  |
| 1991 | «Joyride»                                                   | 1  | 4  | 1  | 1  | 1  | -  | 1  | 1  | 1  | 1  |
| 1991 | «Fading Like a Flower (Every Time You Leave)»               | 5  | 12 | 5  | 6  | 8  | -  | 2  | 3  | 7  | 18 |
| 1991 | «The Big L»                                                 | 10 | 21 | 13 | 11 | 14 | -  |    | 13 | 20 | 14 |
| 1991 | «Spending My Time»                                          | 11 | 22 | 9  | 16 | 29 | -  | 32 | 15 | 16 | 34 |
| 1992 | «Church Of Your Heart»                                      | 21 | 21 | 28 | 24 | 15 | -  | 36 | -  | -  | 40 |
| 1992 | «Do You Get Excited»                                        | 5  | -  | 6  | 14 | 15 | -  |    | 8  | 9  | -  |
| 1992 | «How Do You Do!»                                            | 2  | 13 | 2  | 2  | 2  | -  | 58 | 2  | 13 | 1  |
| 1992 | «Queen of rain»                                             | 12 | 28 | 19 | 26 | 30 | -  |    | 27 | 21 | 7  |
| 1993 | «Fingertips '93»                                            | 39 | -  | 45 | 16 | 32 | -  |    | 10 | 2  | 30 |
| 1993 | «Almost Unreal»                                             | 31 | 7  | 20 | 20 | 27 | -  | 94 | 15 | 17 | 21 |
| 1993 | «It Must Have Been Love (reedición solo UK)»                | -  | 10 | -  | -  | -  | -  | -  | -  | -  | -  |
| 1994 | «Sleeping In My Car»                                        | 1  | 14 | 6  | 6  | 15 | 8  | 50 | 7  | 18 | 1  |
| 1994 | «Crash! Boom! Bang!»                                        | 17 | 24 | 31 | 19 | 23 | -  |    | 15 | 33 | 1  |
| 1994 | «Fireworks»                                                 | 34 | 30 | 14 | 18 | 41 | -  |    | 1  | 3  | 2  |
| 1995 | «Run To you»                                                | 14 | 27 | 51 | 13 | 16 | -  |    | 31 | 49 | 21 |
| 1995 | «Vulnerable»                                                | 12 | 44 | 71 | 13 | 14 |    |    | 16 | -  | -  |
| 1995 | «The Look 95' (UK y Francia)»                               | -  | 28 | -  | -  | -  | -  |    | -  | -  | -  |
| 1995 | «You Don't Understand Me»                                   | 9  | 42 | 42 | 14 | 16 |    |    | 12 | -  | 6  |
| 1996 | «June Afternoon»                                            | 24 | 52 | 57 | 16 | 17 |    |    | 35 | -  | 27 |
| 1996 | «She Doesn't Live Here Anymore»                             | 16 | -  | 86 | 13 | 16 |    |    | 13 | -  | -  |
| 1996 | «Un día sin ti (Single: España y Latinoamérica)»            | -  | -  | -  | -  | -  |    |    | -  | -  | 20 |
| 1997 | «No sé si es amor (promo España y Latinoamérica)»           | -  | -  | -  | -  | -  |    |    | -  | -  | 6  |
| 1997 | «I call your name (promo Re-97)»                            | -  | -  | -  | -  | -  |    |    | -  | -  | 25 |
| 1999 | «Wish I Could Fly»                                          | 4  | 11 | 26 | 11 | 24 | 11 |    | 12 | -  | 1  |
| 1999 | «Anyone»                                                    | 35 | -  | 62 | 16 | 19 |    |    | 30 | -  | 23 |
| 1999 | «Stars»                                                     | 13 | 56 | 23 | 14 | 16 |    |    | 28 | -  | 19 |
| 1999 | «Salvation»                                                 | 46 | -  | 80 | -  | -  | -  | -  | -  | -  | -  |
| 1999 | «Quisiera volar (promo España y Latinoamérica)»             |    | -  |    | -  | -  | -  | -  | -  | -  | 36 |
| 2001 | «The Centre Of The Heart»                                   | 1  | -  | 31 | 30 | 16 | 7  |    | 28 | -  | 1  |
| 2001 | «Real Sugar»                                                | 23 |    | 96 |    |    |    |    |    | -  | 12 |
| 2001 | «Milk & Toast & Honey»                                      | 21 | 89 | 54 |    |    |    |    |    | -  | 29 |
| 2002 | «A Thing About You»                                         | 14 | 77 | 37 | 39 | 17 |    |    |    | -  | 23 |
| 2003 | «Opportunity Nox»                                           | 11 |    | 69 |    |    |    |    |    | -  | 31 |
| 2006 | «One Wish»                                                  | 2  |    | 50 | 56 |    | 3  |    |    | -  | -  |
| 2006 | «Reveal»                                                    | 59 |    |    |    |    |    |    |    | -  | -  |
| 2011 | «She's Got Nothing On (But the Radio)»                      |    |    |    |    |    |    |    |    | -  | -  |
| 2011 | «Way Out»                                                   |    |    |    |    |    |    |    |    | -  | -  |
| 2011 | «No One Makes It on Her Own»                                |    |    |    |    |    |    |    |    | -  | -  |
| 2012 | «It's Possible»                                             |    |    |    |    |    |    |    |    | -  | -  |
| 2012 | «Lover Lover Lover»                                         |    |    |    |    |    |    |    |    | -  | -  |
| 2012 | «The Sweet Hello, The Sad Goodbye (Bassflow Remake)»        |    |    |    |    |    |    |    |    | -  | -  |
| 2016 | «It Just Happens»                                           | -  | -  | -  | -  | -  | -  | -  | -  | -  | -  |
| 2016 | «Some Other Summer»                                         | -  | -  | -  | -  | -  | -  | -  | -  | -  | -  |
| 2016 | «Why Don't You Bring Me Flowers?»                           | -  | -  | -  | -  | -  | -  | -  | -  | -  | -  |
| 2020 | «Help! Abbey Road Sessions November 1995»                   | -  | -  | -  | -  | -  | -  | -  | -  | -  | -  |
| 2020 | «Let your heart dance with me»                              | -  | -  | -  | -  | -  | -  | -  | -  | -  | -  |
| 2020 | «Tú no me entiendes (YDUM in Spanish)»                      | -  | -  | -  | -  | -  | -  | -  | -  | -  | -  |
| 2020 | «Piece of Cake»                                             | -  | -  | -  | -  | -  | -  | -  | -  | -  | -  |

## Premios y reconocimientos
| Año  | Premio                                              | País       | Categoría                                    | Nominados                                                                                 | Resultado   |
| ---- | --------------------------------------------------- | ---------- | -------------------------------------------- | ----------------------------------------------------------------------------------------- | ----------- |
| 1988 | Rockbjornen Award                                   | Suecia     | Årets grupp                                  | Roxette                                                                                   | Ganador     |
| 1988 | Rockbjornen Award                                   | Suecia     | Årets skiva för                              | Look Sharp!                                                                               | Ganador     |
| 1989 | Rockbjornen Award                                   | Suecia     | Årets grupp                                  | Roxette                                                                                   | Ganador     |
| 1989 | Grammis                                             | Suecia     | Pop/Rock – Grupp                             | Look Sharp!                                                                               | Nominado    |
| 1989 | Grammis                                             | Suecia     | Visa                                         | Roxette                                                                                   | Nominado    |
| 1989 | Grammis                                             | Suecia     | Årets Artist                                 | Roxette                                                                                   | Nominado    |
| 1989 | Grammis                                             | Suecia     | Årets kompositor                             | Per Gessle (Look Sharp!)                                                                  | Ganador     |
| 1989 | MTV Video Music Award                               | Europa     |                                              | The Look                                                                                  | Ganador     |
| 1989 | Silver Bravo                                        | Alemania   | Bands Rock/Pop                               | Roxette                                                                                   | Ganador     |
| 1990 | Bronze Bravo                                        | Alemania   | Bands Rock/Pop                               | Roxette                                                                                   | Ganador     |
| 1990 | Brit Award                                          |            | Best International Group                     | Roxette                                                                                   | Nominado    |
| 1991 | Silver Bravo                                        | Alemania   | Bands Rock/Pop                               | Roxette                                                                                   | Ganador     |
| 1991 | Music Awards                                        | Australia  | Mejor Grupo Internacional                    |                                                                                           | Ganador     |
| 1991 | MTV Video Music Awards                              | Europa     |                                              | Joyride                                                                                   | Ganador     |
| 1991 | Rockbjornen Award                                   | Suecia     | Årets grupp                                  | Roxette                                                                                   | Ganador     |
| 1991 | Rockbjornen Award                                   | Suecia     | Årets skiva för                              | Joyride                                                                                   | Ganador     |
| 1992 | Rockbjornen Award                                   | Suecia     | Årets grupp                                  | Roxette                                                                                   | Ganador     |
| 1992 | Juno Award                                          | Canadá     | Category Best Selling Single by a Foreign    | Joyride                                                                                   | Nominado    |
| 1992 | Gold Bravo                                          | Alemania   | Bands Rock/Pop                               | Roxette                                                                                   | Ganador     |
| 1992 | ECHO Award                                          | Alemania   | Gruppe/Kollaboration international Rock/Pop  |                                                                                           | Nominado    |
| 1992 | Grammis                                             | Suecia     | Pop – Grupp                                  | Joyride                                                                                   | Ganador     |
| 1992 | Grammis                                             | Suecia     | Musikvideo                                   | Roxette Big L                                                                             | Nominado    |
| 1992 | Grammis                                             | Suecia     | Årets Artist                                 | Roxette                                                                                   | Nominado    |
| 1993 | Hungarian Music Awards                              | Hungría    | az év külföldi koncertje itthon              | Roxette                                                                                   | Nominado    |
| 1993 | ECHO Award                                          | Alemania   | Gruppe/Kollaboration international Rock/Pop  |                                                                                           | Nominado    |
| 1994 | Russian Prizes                                      | Rusia      | Mejor grupo Pop-Rock                         |                                                                                           |             |
| 1995 | ECHO Award                                          | Alemania   | Gruppe/Kollaboration international Rock/Pop  |                                                                                           | Nominado    |
| 1999 | ECHO Award                                          | Alemania   | International Group of the Year              |                                                                                           | Nominado    |
| 2000 | World Music Award                                   |            | Best Selling Scandinavian Artist/Group       | Roxette                                                                                   | Ganador     |
| 2001 | Grammis                                             | Suecia     | Government Music Prize Export                |                                                                                           | Ganador     |
| 2001 | Russian Prizes                                      | Rusia      | Canción del año                              | Milk & Toast & Honey                                                                      |             |
| 2003 | World Music Award                                   |            | Best Scandinavian artist                     | Roxette                                                                                   | Ganador     |
| 2003 | Medalla de las Artes de Octavo Grado con Cinta Azul | Suecia     | Rey Carlos Gustavo de Suecia                 |                                                                                           | Condecorado |
| 2005 | Pgessle Club Fan                                    |            | Canción del año                              | Listen to Your Heart                                                                      |             |
| 2005 | BMI Award                                           | Inglaterra | Million-Airs                                 | It Must Have Been Love-Per Gessle (STIM) Jimmy Fun Music (STIM)                           | Ganador     |
| 2006 | BMI Award                                           | Inglaterra | Million-Air Awards                           | Listen to Your Heart Per Gessle (STIM) Mats Persson (STIM) Jimmy Fun Music (STIM) Roxette | Ganador     |
| 2006 | BMI Award                                           | Inglaterra | The Robert S. Musel Award (Song of the year) | Listen to Your Heart-Per Gessle (STIM) Mats Persson (STIM) Jimmy Fun Music (STIM) Roxette | Ganador     |
| 2007 | Grammis                                             | Suecia     | Årets Öppen Kategori                         | Roxette the Roxbox - Roxette 86-06                                                        | Nominado    |
| 2012 | ECHO Award                                          | Alemania   | Gruppe International Rock/Pop                | Roxette                                                                                   | Nominado    |